# Jenny-Mai Nuyen

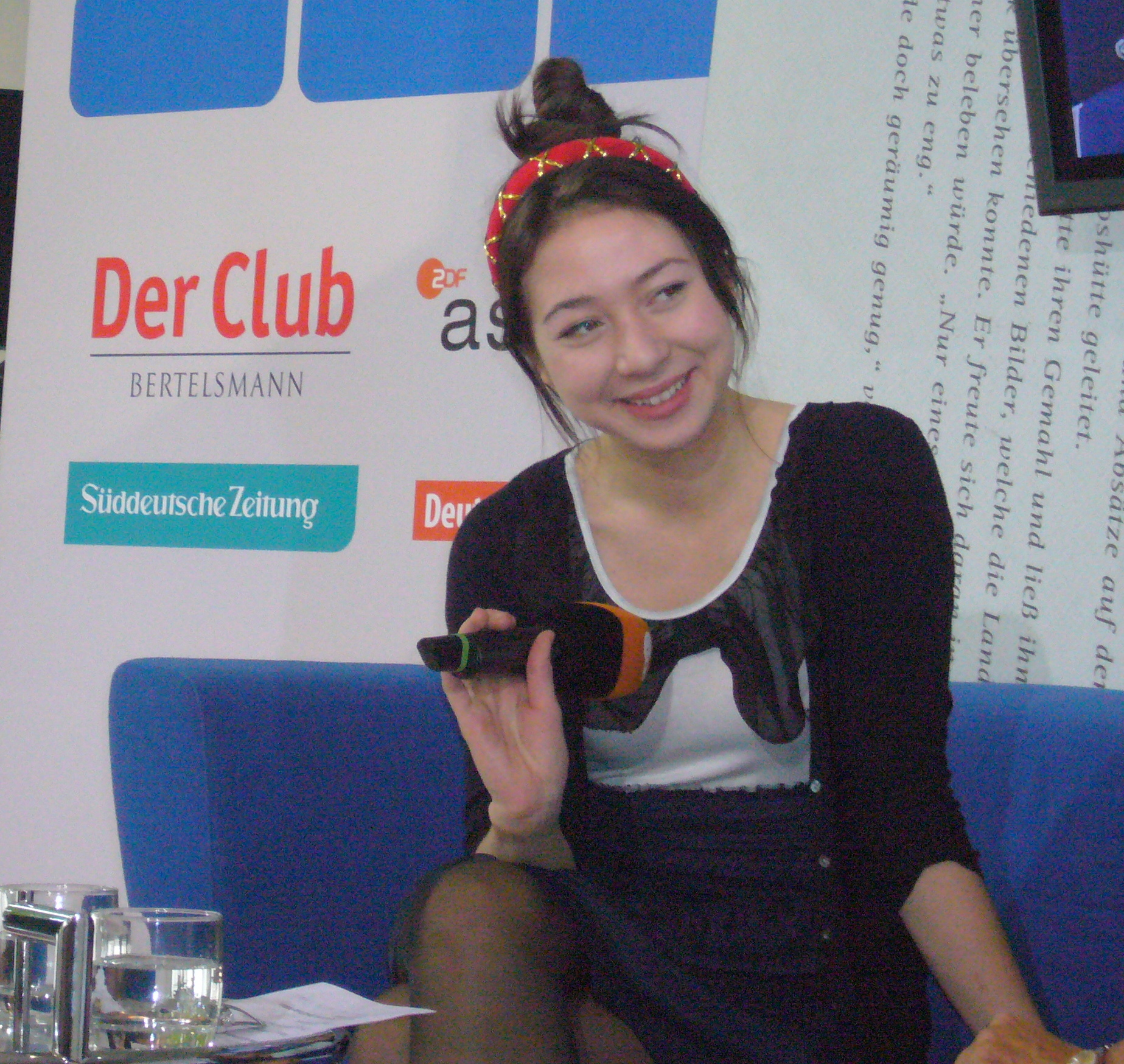
Jenny-Mai Nguyen (2009)

Jenny-Mai Nuyen, tên thật là Jenny-Mai Nguyễn, sinh ngày 14 tháng 3 năm 1988 tại München là nhà văn người Đức. Cô đã lấy nghệ danh là Nuyen, theo lời khuyên của nhà xuất bản sách của cô để cho việc phát âm tên của cô bằng tiếng Đức được dễ dàng hơn. Tác phẩm văn học đầu tay của cô là quyển tiểu thuyết tưởng tượng hư cấu "Nijura – Das Erbe der Elfenkrone" (Nijura - Di sản của vương quốc các nàng tiên nhỏ).

## Tiểu sử vắn tắt
Jenny-Mai Nuyen có cha là người Việt và mẹ là người Đức. Khi lên 5, cô đã viết xong một cuốn truyện đầu tay. Khi lên 10, cô tự nhận mình là nhà văn đến năm 13 tuổi thì hoàn tất cuốn tiểu thuyết đầu tiên. Sau khi học ngành điện ảnh ở Đại học New York, cô trở về Berlin năm 2009 sau khi sống ở ở vài nơi như München và Firenze.

## Tác phẩm
- Nijura – Das Erbe der Elfenkrone. cbj, München 2007, ISBN 978-3-570-13058-2.
- Das Drachentor. cbj, München 2007, ISBN 978-3-570-30388-7,
- Nocturna – Die Nacht der gestohlenen Schatten. cbj, München 2007, ISBN 978-3-570-13337-8.
- Rabenmond – Der magische Bund. cbj, München 2008, ISBN 978-3-570-16000-8.
- Die Sturmjäger von Aradon – Feenlicht. Band 1 cbj, München 2009, ISBN 978-3-570-16033-6.
- Die Sturmjäger von Aradon - Magierlicht. Band 2 cbj, München 2010, ISBN 978-3-570-16062-6
- Noir., Rowohlt Polaris, Hamburg 2012, ISBN 978-3-862-52028-2.[3]